# Anna Molly
"Anna Molly" é uma canção escrita por Brandon Boyd, Mike Einziger, Ben Kenney, Chris Kilmore e  Jose Pasillas, gravada pela banda Incubus.
É o primeiro single do sexto álbum de estúdio Light Grenades de 2006.

## Desempenho nas paradas musicais
| Ano  | Parada musical                              | Posição |
| ---- | ------------------------------------------- | ------- |
| 2006 | Estados Unidos - Hot Mainstream Rock Tracks | 35      |
| 2006 | Estados Unidos - Alternative Songs          | 19      |
| 2006 | Estados Unidos - Billboard Pop Songs        | 81      |
| 2006 | Estados Unidos - Billboard Hot 100          | 66      |